# 防火建材
防火建材是建築材料的一種類型，泛指建材不易燃，即使接觸火源，也不會立即燃燒，可以延緩火災發生時的火勢蔓延。

## 各地檢驗標準

### 台灣
- CNS 6532 「建築物室內裝修材料耐燃性之試驗法」

## 相關
- 不燃材料
- 準不燃材料
- 難燃材料